# Savo Joksimović
Savo Joksimović (v srbské cyrilici Саво Јоксимовић, 1913, Buče, Berane, Černá Hora - 1980, Bělehrad, SFRJ) byl jugoslávský generálplukovník černohorské národnosti, veterán druhé světové války (partyzánského boje).
V roce 1935 vstoupil do Komunistické strany Jugoslávie a od roku 1941 se účastnil ozbrojeného boje proti okupantům. Po válce se podílel se na procesech spojených s bojem proti stoupencům Rezoluce Informbyra, kterou - stejně jako celé tehdejší vedení jugoslávských komunistů - tvrdě odsoudil. Akce, kterým v závěru 40. let Joksimović velel, byly rázné a metody postupu proti prosovětsky laděným členům Komunistické strany byly velmi blízké těm sovětským. Byly zřizovány výjimečné (válečné) soudy a vyhlašován mimořádný stav[zdroj?] Joksimović také zastával funkci ministra vnitra SR Černé Hory. V poválečných letech jeho kariéra v JLA probíhala velmi úspěšně, a Joksimović se nakonec stal i generálplukovníkem. 27. listopadu 1953 byl vyznamenán Řádem hrdiny lidu.
Zemřel v roce 1980 v Bělehradě, kde je také pochován na Novém hřbitově (Novom groblju).[zdroj?]